# Micrurus laticollaris
El coralillo del Balsas (Micrurus laticollaris) es una serpiente mediana de la familia Elapidae. Vive en zonas tropicales. Juega un papel muy importante en la cadena trófica de la comunidad donde habita como regulador de las poblaciones de roedores. Es endémica únicamente de la región de las costas del océano Pacífico y cuenca del Balsas, lo cual convierte a M. laticollaris en una especie única. Se encuentra sujeta a Protección Especial (Pr) según la NOM-059-SEMARNAT-2010.

## Descripción
Es una serpiente de tamaño mediano; los ejemplares de tamaño grande, alcanzan longitudes totales de hasta 728 mm; comúnmente los adultos miden entre 500 y 700 mm. Esta especie de serpiente de coral presenta triadas características únicamente en el cuerpo. La cola es ornamentada y presenta solamente bandas negras y amarillas o blancas. La primera y la última triada consisten únicamente de dos bandas negras; la primera triada no presenta la primera banda y la última triada no presenta la última banda (Roze, 1996). 
El color del hocico es negro seguido por una banda amarilla parietal-postparietal. Generalmente presentan 1+2 temporal. La presencia de bandas negras y amarillas en la cola únicamente, la distinguen de estas serpientes que presentan bandas en forma de triadas características en este género. Se reconocen dos subespecies: M. l. laticollaris y M. l. maculirostris, llamados también coralillo oriental de doble collar y coralillo occidental de doble collar respectivamente (Roze, 1996). Es ovípara y ectotérmica.

## Distribución y alimentación
El rango de distribución de esta especie está considerado desde la cuenca del río Balsas en el estado de Michoacán, Guerrero, Puebla, Morelos, y probablemente hasta Oaxaca y el Estado de México (Smith y Taylor, 1945). Se alimenta de pequeñas culebras así como de lagartijas terrestres las cuales inmoviliza rápidamente con su potente veneno.

## Hábitat
Esta especie vive en los ambientes tropicales estacionales, y el uso del hábitat, son los troncos caídos, rocas, piedras, y maleza. Son serpientes hábitos terrestres, principalmente crepusculares y diurnas, comúnmente pueden ser encontradas deambulando en la selva, como otras especies de este género (Ramirez-Bautista, 1994). En cuanto al macroclima, al tratarse de una especie que se distribuye en parte de la franja costera del pacífico mexicano y dentro de la cuenca del Río Balsas (Campbell y Lamar, 1989; Roze, 1996), habita climas diversos, entre los que se encuentran los del tipo Awo, Aw1, Aw2, cálido subhúmedo, BSo(h´)w, BS1(h´)w, semiárido cálido, (A)C(w1), (A)C(w2), semicálido templado, y C(w2), C(w2)x´, Cb(w2), templado (Arriaga et al., 2000). El grado altitudinal varia de los 300 a los 1,800 m (Campbell y Lamar, 1989; Roze, 1996).

## Tamaño  poblacional
No se tienen hasta el momento estudios poblacionales que corroboren el status de esta especie en su medio ambiente natural, por lo que se hace necesaria la realización de estudios a lo largo del rango de distribución de M. laticollaris en la región de las costas del Pacífico y cuenca del río Balsas (Smith y Taylor, 1945; Campbell y Lamar, 1989; Roze, 1996), con el objeto de conocer más acerca de la dinámica poblacional que presentan estos individuos.

## Estado de conservación
Esta especie se encuentra sujeta a Protección Especial (Pr) según la NOM-059-SEMARNAT-2010. Así mismo se encuentra listada como de Preocupación Menor (LC) según la Lista Roja de la IUCN.
Esta especie se encuentra distribuida en las reservas de la biosfera de Chamela-Cuixmala y sierra de Manantlán dentro de la franja costera del Pacífico Mexicano en los estados de Jalisco y Colima (Arriaga, et. al. 2000).
Se debe considerar que las partes bajas están muy perturbadas por lo que es difícil que operen como un corredor biológico. Existe en la región un alto grado de fragmentación, crecimiento poblacional humano, deforestación, pastoreo y erosión; extracción de pastos y abatimiento de manantiales (Arriaga et al., 2000).

## Amenazas y factores de riesgo
La explotación forestal, degradación del hábitat, incremento de los asentamientos humanos, incendios, cambio del uso de suelo, contaminación y abatimiento de manantiales (Arriaga et al., 2000). 
La zona de la franja costera del pacífico, dentro de los estados de Colima y Jalisco, presenta alto nivel de deforestación, incendios muy frecuentes en la temporada de secas; fragmentación del hábitat, debido a los constantes asentamientos humanos, tráfico y cacería ilegal de especies; cambios de uso de suelo, ganadería extensiva, contaminación de cuencas y turismo desordenado. En la zona que pertenece a la cuenca del Río Balsas, presenta gran fragmentación, en especial las áreas que rodean las presas, algunas de éstas se encuentran bien conservadas en la porción norte, que corresponden a las selvas bajas caducifolias; hay grandes extensiones de áreas perturbadas rodeando áreas en relativo buen estado de conservación. Se debe considerar que las partes bajas están muy perturbadas por lo que es difícil que operen como un corredor biológico. Existe en la región un alto grado de fragmentación, crecimiento poblacional humano, deforestación, pastoreo y erosión; extracción de pastos y abatimiento de manantiales (Arriaga et al., 2000; Ramírez-Bautista, 2001, personal).